# گلیز ۸۹۲

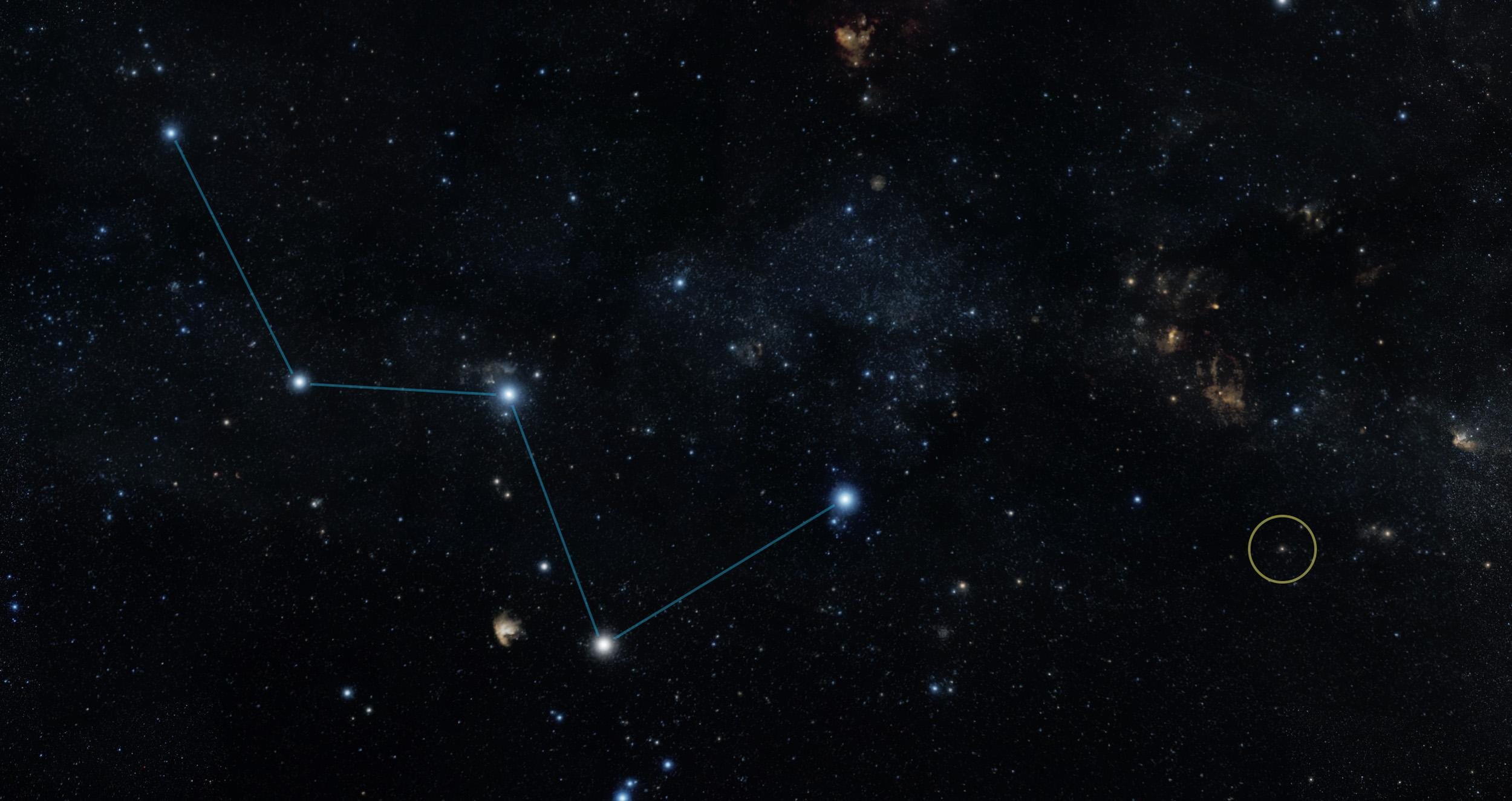
گلیز ۸۹۲ که سمت راست صورت فلکی ذات‌الکرسی دیده می‌شود.

گلیز ۸۹۲ یک ستاره است که در صورت فلکی ذات‌الکرسی قرار دارد.